# Ley de Wilcox-McCandlish
La ley de evolución del discurso en línea de Wilcox-McCandlish es un adagio sobre Internet. Desarrollada por Bryce Wilcox y Stanton McCandlish durante varios días en enero de 1995, después de observar un amargo intercambio de correos electrónicos públicos, la ley de Wilcox-McCandlish intenta predecir el transcurso de las conversaciones de internet.
La probabilidad del éxito de cualquier intento de cambiar el asunto o la dirección de una discusión en un foro en línea es directamente proporcional a la calidad del contenido actual.

## Corolarios
- Primer Corolario de McCandlish

La posibilidad de cambio del tema o la dirección de una discusión, siendo este cambio para mejor, es inversamente proporcional a la calidad del contenido anterior al cambio.
- Excepción al Primer Corolario de McCandlish

Cuando una discusión llega al estado incandescente ("flame war"), todos los cambios en el tema o en la dirección de la discusión serán cambios para peor.
- Corolario de Wilcox

Cuanto más está alguien involucrado en una "flame war", tanto menos posible es que se reconozca en tal condición.
- Segundo corolario de McCandlish

El consumo de ancho de banda por una discusión se incrementa en proporción inversa a su calidad.
- Tercer Corolario de McCandlish

Cualquier intento a recurrir a la lógica formal o a la identificación de falacias clásicas, simplemente incrementará la irracionalidad de la discusión.
- Sub-corolario al Tercer Corolario de McCandlish

Es probable que esto sea así, debido a que el uso de la lógica eleve el nivel de la discusión, creando en el comentario siguiente una incongruencia.
- Crítica de McCandlish de Reed y de Metcalfe

La utilidad de foros grandes en línea se reduce exponencialmente en proporción con el número de participantes.
- La Paradoja de Wilcox-McCandlish

La degeneración de una discusión puede (teóricamente) ser prevenida o aún revertida al citar la Ley de Wilcox-McCandlish.